# Símbols de l'Illa del Príncep Eduard
La província canadenca de l'Illa del Príncep Eduard ha establert diversos símbols provincials, els quals estan regulats pel seu govern.
| Símbol           | Nom                                           | Imatge                               | Adopció | Observacions |
| ---------------- | --------------------------------------------- | ------------------------------------ | ------- | --- |
| Escut d'armes    | Escut d'armes de l'Illa del Príncep Eduard    |                                      | 2002    | L'escut d'armes de la província fou adoptat el 13 de desembre de 2002 a través a de l'Acta de l'escut d'armes. |
| Motto            | Parva sub ingenti                             |                                      | 202     | "Poc per sota de la grandesa". |
| Escut provincial | Escut provincial de l'Illa del Príncep Eduard |                                      | 1905    | L'escut provincial fou atorgat per ordre reial del rei Eduard VII del Regne Unit el 30 de maig de 1905. |
| Bandera          | Bandera de l'Illa del Príncep Eduard          | Bandera de l'Illa del Príncep Eduard | 1964    | Adoptada el 24 de març de 1964. Està formada pel lleó heràldic a la part superior, i a la inferior una illa on apareixen tres petits roures (a l'esquerra) sota la protecció d'un gran roure que representa la Gran Bretanya. Els tres costats que no toquen el pal porten una bordura de bandes vermelles i blanques. |
| Segell           | Gran Segell de l'Illa del Príncep Eduard      |                                      | 1769    | El 1769, l'illa del Príncep Eduard, llavors coneguda com a St. John's Island,va rebre el seu primer gran segell de la Gran Bretanya. Fou modificat diverses vegades (, 1815, 1949, 1984), sent-ne l'última el 2002. |
| Himne            | "The Island Hymn"                             |                                      | 2010    | Adoptat per l'Assemblea legislativa el 7 de maig de 2010. La cançó fou escrita per Lucy Maud Montgomery a la primavera de 1908 i musicada per Lawrence W. Watson. |
| Arbre            | Roure americà                                 | Roure americà                        | 1984    | El roure americà (Quercus rubra) era l'arbre més comú als boscos de l'illa quan Jacques Cartier hi arribà el 153.Fou adoptat com a arbre oficial el 1987. |
| Flor             | Lady's slipper                                |                                      | 1930    | La "Lady's slipper" (Cypripedium acaule) fou designada l'emblema floral de la província el 25 d'abril de 1947. Floreix a finals de maig i juny i creix en boscos ombrívols. |
| Sòl              | El sòl de Charlottetown                       |                                      |         | El sòl de Charlottetown és el sòl principal de l'illa del Príncep Eduard, que compta amb aproximadament uns 2.000 km². Té una textura sorrenca, està ben drenat i és molt adequat per a l'agricultura. La vermellor del sòl es deu a l'alt contingut en òxids de ferro (òxid).                                         |
| Ocell            | Gralla blava americana                        | Gralla blava americana               | 1977    | La Gralla blava americana (Cyanocitta cristata) té el plomatge predominantment blau de mig cos per a dalt, ocupa gran part de l'est d'Amèrica del Nord des de Terranova fins a Florida del cap a la cua. Fou nomenat ocell oficial de la província el 1977 per votació popular.                                        |
| Mamífer          | Guineu roja                                   | Guineu roja                          | 2018    | Es tracta de l'espècie més grossa del gènere Vulpes. Habita gran part de Nord-amèrica, d'Europa, d'Àfrica del Nord i gairebé tot Àsia (incloent-hi el Japó). |
| Tartà            | Marró vermellós, verd, blanc i groc.          |                                      | 1960    | El 1960 la província va adoptar oficialment el tartà com a reconeixement a la contribució dels habitants de descendència escosesa a l'assentament de l'illa. fou dissenyat per Jean Reed de Covehead. |
| Ordre            | Ordre de l'Illa del Príncep Eduard            |                                      |         | L'Orde de l'illa del Príncep Eduard és el màxim honor que la província pot atorgar. Dona als illencs un reconeixement públic els esforços i èxits dels quals han estat exemplars. |